# Wolfgang Tümpel

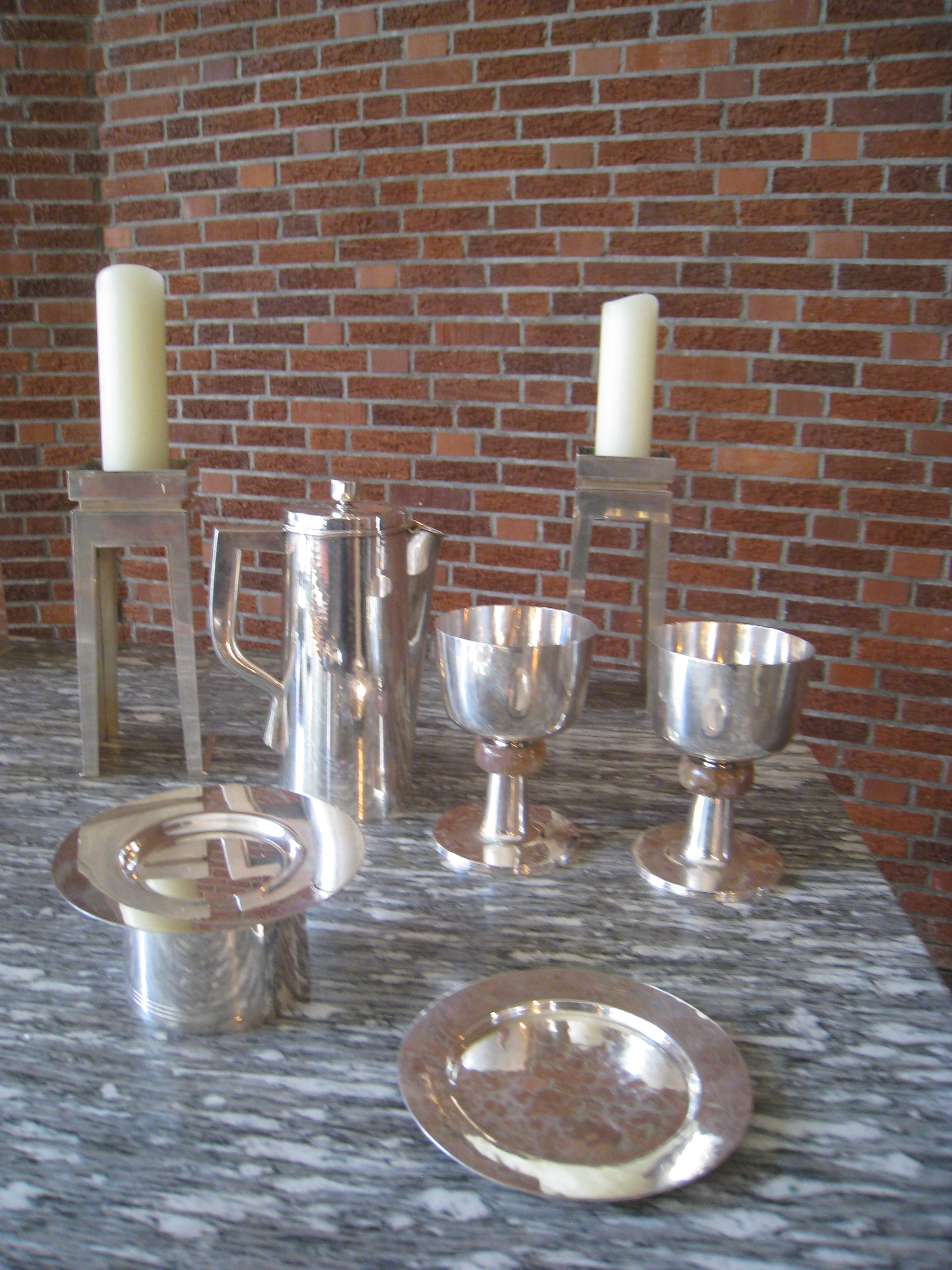
Mešní náčiní a svícny pro kostel sv. Tomáše v Oldenburgu

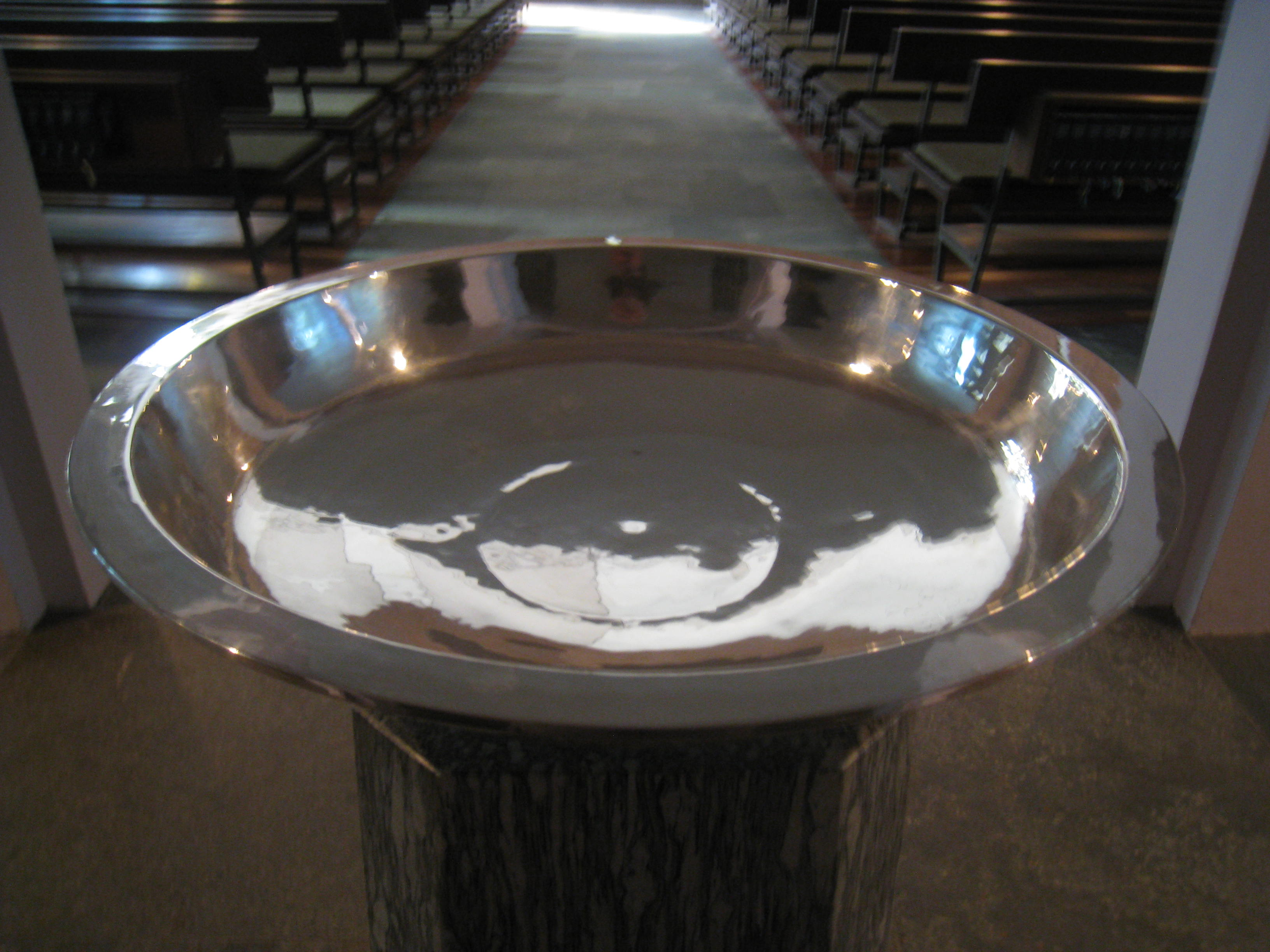
Křtitelnice v Oldenburgu

Wolfgang Tümpel (1. září 1903 Bielefeld – 12. ledna 1978 Herdecke) byl německý umělecký zlatník, stříbrník a designer kovových uměleckých předmětů.

## Život
Za svých učňovských let v dílně zlatníka Augusta Schültra navštěvoval 1921–1922 umělecko-řemeslnou školu (Handwerk-Kunstgewerbeschule) v Bielefeldu. Potom šel studovat do Bauhausu ve Weimaru pod vedením Johanna Ittena, Paula Klee a Nauma Slutzkyho. V roce 1924 byl přijat do dílny uměleckého kovářství, kde byli jeho instruktory Christian Dell a László Moholy-Nagy a také pracoval v divadelní dílně Oscara Schlemmerse. Když se Bauhaus přestěhoval do Dessau, následoval Wolfgang Tümpel svého přítele a učitele Gerharda Marckse do školy užitého umění na hradě Giebichenstein u Halle/Saale, kde pokračoval ve výcviku uměleckého stříbrníka. V roce 1926 tam také složil příslušnou zkoušku. V roce 1927 se stal členem Společnosti pro zlatnícké umění (Gesellschaft für Goldschmiedekunst). Ve stejném roce si založil svoji první vlastní dílnu s názvem Dílna pro nádoby, šperky a osvětlení v Halle. V roce 1929 přestěhoval dílnu z Halle do Kolína nad Rýnem, ale v roce 1933 se vrátil do rodného Bielefeldu. I když jeho dílo bylo slavné natolik, že za ně získal několik ocenění, mistrovskou zkoušku skládal až v roce 1939. V roce 1951 se přestěhoval do Hamburku, kde si znovu otevřel vlastní dílnu v Hamburg-Ahrensberg a učil jako vedoucí katedry uměleckého kovářství na Zemské umělecké škole (Landeskunstschule) v Hamburku.

## Jeho práce a příspěvek do světa umění
Tumpel byl umělecký zlatník a stříbrník a jeden z průkopníků nových designů pro průmyslovou produkci. Jeho návrhy se nikdy neopakují, protože se vždy snažil najít dokonalou formu pro své výrobky. K designu vždy přistupoval inovativně a snažil se pokaždé najít novou cestu, jak ho vylepšit. Jeho výrobky ze stříbra (kávové, čajové a liturgické nádobí a jeho šperky) dvacátých až šedesátých let minulého století jsou minimálně stejně dobré jako jeho návrhy pro masovou výrobu. Tümpelův elegantní a funkční design spojuje "bauhausový" formální styl s principy vyučovanými na hradě Giebichenstein. Za svého působení v Bauhausu i přes značné úsilí nedokázal vytvořit design, který by prorazil na půdě pro masovou průmyslovou výrobu. To se mu povedlo teprve, když se přestěhoval do Halle, kde svůj návrh prosadil přes svoji dílnu. Sám se neřídil jen jedním stylem, ale dělal svoje návrhy podle volumetrických forem, které se daly jednoduše masově vyrábět. Pracoval podle hesla "moderně, ale ne podle módy". Z důležitých zakázek na design pro masovou výrobu můžeme uvést válcovou lampu pro Goldschmied & Schwabe, kovové předměty pro WMF (Württembergische Metallwaren Fabrik) nebo mosaznou a plastovou nádobu na kávu z roku 1962, jichž se pro německou firmu Tchibo vyrobily miliony.. Jeho návrhy nebyli důležité jen pro masovou výrobu, ale i jako umělecké předměty. o čemž svědčí např. zakázka na výrobu svítidel pro hostovský dům Spolkové vlády na Petersbergu v Bonnu.

## Ocenění
- 1935: 2. místo od Organizace uměleckých zlatníků za slonovinový vzor na předmětu.
- 1936: 2. místo v soutěži na Olympijský pohár (Olympia-Becher) od Organizace uměleckých zlatníků)
- 1937: 1. místo za náramek od OUZ
- 1941: Vítěz v soutěži o obřadní řetěz (Amtskette des Bielefelder Oberbürgermeisters) pro primátora Bielefeldu.